# 銀河の形成と進化
銀河の形成と進化(ぎんがのけいせいとしんか、Galaxy formation and evolution)に関する研究は、均質な始まりから不均質な宇宙が形成される過程、銀河の経時的な変化、近傍の銀河で観察されるような多様な構造の形成過程等に関して行われてきた。宇宙物理学の領域においても、最も活発な分野の一つである。
銀河の形成は、ビッグバン後の小さな量子ゆらぎの結果として構造形成理論に従って生じたと考えられている。観測される現象と適合するこれの最も単純なモデルは、Λ-CDMモデルであり、銀河の集合や融合によって銀河は質量を獲得し、また形や構造が決まったとされる。

## 最初の銀河の形成
ビッグバン直後には宇宙は非常に均質であった。これは宇宙マイクロ波背景放射の観測で確認できる（ゆらぎは10万分の1以下である）。この頃、宇宙にはほとんど構造はなく、銀河もなかった。そのため、「初期の滑らかで均質な宇宙から、どのようにして今日のような不均質な宇宙が生じたのか？」という疑問が生じる。
このような構造が生じた過程に関する、近年の最も受け入れられた仮説（理論）は、「今日見られる全ての構造は、初期の宇宙の密度のわずかな不均一性（『初期ゆらぎ』）から生じた」とするものである。そして「冷やされた暗黒物質の塊が凝縮し始め、その中でガスが凝縮し始めた。初期ゆらぎは重力によってガスや暗黒物質を密度の濃い領域に引き寄せ、こうして後に銀河となる種が形成された。このような構造の中から最初の銀河が生まれた。（最初の銀河が形成されるころ）宇宙はほぼ水素、ヘリウムと暗黒物質で占められていた。」また「「最初の原始銀河が形成されるとすぐに、その中に含まれる水素とヘリウムが集まり始め、最初の恒星が誕生した。」などという説明が多い。
2007年、ケック天文台のカリフォルニア工科大学のチームは、宇宙ができてわずか5億年である132億光年の彼方に6つの恒星からなる銀河を発見した。また、2011年1月には、ビッグバンから4億8000万年後に当たる130億光年離れた場所に銀河が発見された。
また「宇宙は、形成直後には非常に活発であり、銀河は低質量の銀河を吸収しながら急速に成長した。この過程の結果、近傍の宇宙に銀河が分散していった」などと説明される。（2dF銀河赤方偏移サーベイも参照）。「銀河は宇宙において独立した存在ではなく、宇宙全体に大きく網を張るような構造を作って分散している。網の目に当たる地点は宇宙初期の小さな密度のゆらぎがあった場所であり、密度の高い銀河団が形成される。それ故に、銀河の分布は初期宇宙の物理学と密接に関連している。」
銀河が先なのか？ ブラックホールが先なのか？
なお、（2017～2018年ころには）さかんに「（ほぼ）全ての銀河の中心部には『超大質量ブラックホール』が潜んでいる、ということが明らかになってきた」などと指摘されるようになっている。
銀河の形成とブラックホールの形成の因果関係については、「星がたくさんできたので、中心のブラックホールが大きくなれた」とする仮説と、「まず巨大なブラックホールがあったから、その周囲で星の形成がさかんになったのだ」とする仮説があり、つまり2つの異なる方向性の仮説が提唱されており、一種の「鶏が先か?卵が先か?」論争にも似た議論が起きている。
どちらの仮説がより妥当なのか、実際の観測によって確かめようとする試みが行われている。フランスの天体物理学者ダヴィッド・エルバズが率いる研究グループがヨーロッパ南天天文台（ESO）の大型望遠鏡VLTを使ってクエーサー「HE0450-2958」を観測し、これが銀河の中になく、むき出し状態になっており、少し離れた場所に星の形成が盛んな銀河を発見した。エルバズは「我々の研究が示唆していることは、巨大ブラックホールが、星の形成のトリガー（ひきがね）となり得る、ということであり、ブラックホールは自身のホスト的銀河を「つくって」いる、ということである。こうした関係は、なぜより大きなブラックホールを抱える銀河にはより多くの星があるのか？　という問題についても説明を提供してくれるかも知れない。」と述べた。

## 銀河で観測される共通の性質

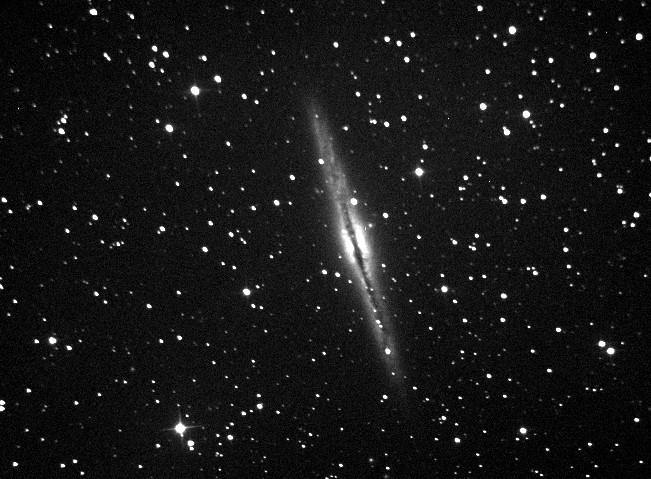
非常に薄い円盤を持つNGC 891

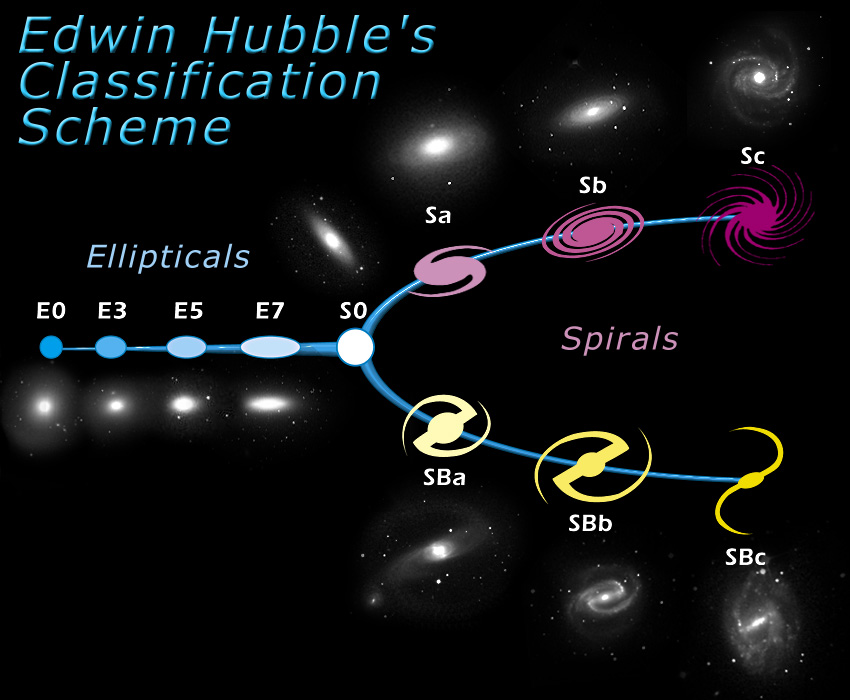
銀河の形態のハッブル分類

我々の銀河系を含む銀河の構造に関して観察される性質には、次のようなものがある。
- 渦巻銀河や円盤銀河は非常に薄く、高密度で、非常に速く回転している。銀河系の円盤の直径は、厚さの100倍以上である。
- 銀河の質量の大部分は、直接観測されず、重力以外の相互作用を持たない暗黒物質で構成される。
- 銀河ハローの恒星は、円盤の恒星と比べて非常に古く、金属量が少ない（つまり、ほぼ水素とヘリウムで構成されている）。
- 円盤銀河の多くは、古い恒星で構成された円盤の外側が膨らんでいる。
- 球状星団は通常古くて金属量が少ないが、金属量が比較的多く若いものも若干存在する。球状星団の恒星の中には、宇宙自身と同じくらい古いものも存在する。
- 水素で構成される雲が高速度雲から銀河に向かって「雨」として降る（これは、銀河で恒星が形成されるための必要不可欠な物質源である）。
- 銀河は、巨大な楕円銀河から薄い円盤銀河まで、非常に様々な形や大きさになる（ハッブル分類も参照）。
- 巨大銀河の多くは、中央に太陽質量の数百万倍から数十億倍に及ぶ超大質量ブラックホールを持つ。ブラックホールの質量は、含まれる銀河の性質と関連している。
- 銀河の性質の多くは、渦巻銀河と楕円銀河の2種類の根源的な分類が存在することを示唆している。

## 円盤銀河の形成

典型的な渦巻銀河であるM101

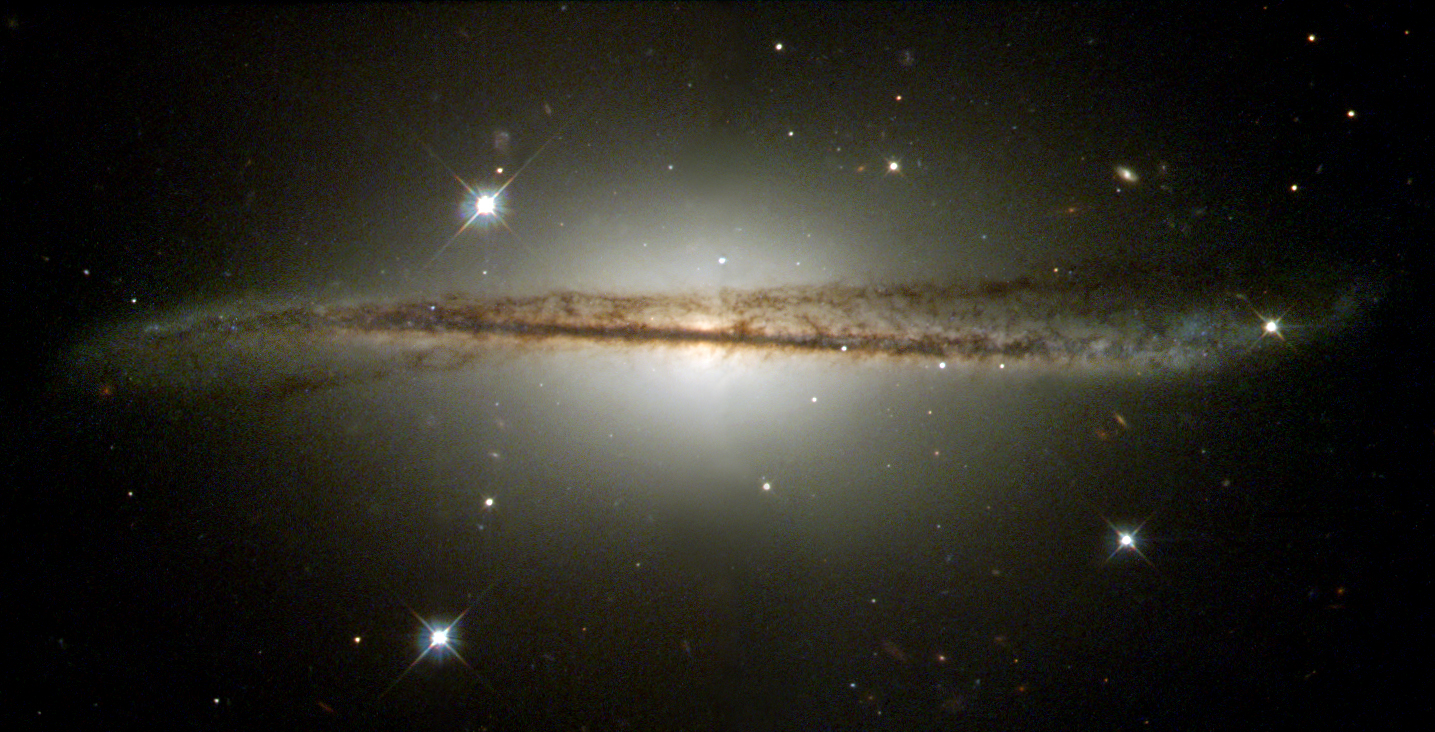
別の銀河と衝突して歪む渦巻銀河ESO 510-G13。衝突した銀河が完全に吸収された後、歪みは消失するが、数百万年かかる。

円盤銀河の主要な性質は、非常に薄く、高速に自転し、しばしば渦巻き構造を持つということである。この銀河の形成に関する説明の1つは、局所的に非常に多くの薄い円盤銀河が形成されたというものであるが、円盤は非常に壊れやすく、他の銀河と融合するとすぐに円盤が壊れてしまうというのが問題である。
1962年、オリン・エッゲン、ドナルド・リンデンベルとアラン・サンデージは、巨大な分子雲の崩壊によって円盤銀河ができるという理論を提案した。分子雲が崩壊すると、ガスは急速に回転する円盤状になる。トップダウン形成シナリオとして知られ、非常にシンプルであったが、初期宇宙の観測がボトムアップによる形成（小さな物体が集まって大きくなる）を強く示唆していたため、広くは受け入れられなかった。より小さな物体が集まって銀河を形成したという仮説は、 レオナルド・サールとロバート・ジンによって初めて提案された。
より最近の理論では、ボトムアップの過程で暗黒物質の銀河ハローが集まったというものがある。初期の銀河はほとんどがガスと暗黒物質でできており、恒星は少ししかなかった。小さな銀河を飲み込んで銀河の質量が増えてくると、暗黒物質の大部分は銀河の外側に集まるようになる。これは、暗黒物質は重力のみとしか相互作用できず、分散しないためである。しかし、ガスはすぐに相互作用して急速に回転し始め、非常に薄く回転の速い円盤になる。
現在でも、どのような過程で銀河の収縮が止まったのかは明らかになっていない。実際に、円盤銀河形成の理論は円盤銀河の回転速度や大きさについて説明できていない。新しくできた恒星からの放射や活動銀河核が円盤の収縮の速度を緩めたという説や、暗黒物質の銀河ハローが銀河を引っ張り収縮を止めたという説も提案されている。
近年、銀河の進化における銀河同士の融合について注目が集まっている。銀河系自身も、現在引き裂かれて銀河系に飲み込まれつつあるいて座矮小楕円銀河という小さな伴銀河を持っている。この種の出来事は、大きな銀河の進化の過程では良くあることだと考えられている。いて座矮小楕円銀河は、銀河系の円盤に対してほぼ直角に公転している。現在はちょうど円盤を横切っているところであり、恒星がはぎ取られて銀河系の銀河ハローになっている。このような融合は、新しいガス、恒星、暗黒物質を供給する。この過程の証拠は、銀河の歪みや流れとしてしばしば観測されている。
銀河形成に関するΛ-CDMモデルでは、宇宙の円盤銀河の数が過小に算出される。この理由は、これらの銀河形成モデルは多数の融合を予測するためである。円盤銀河が同等程度の質量（少なくとも15%以上）を持つ別の銀河と融合すると、銀河が破壊されるかまたは円盤銀河としては残らない。この事実は未解決の問題として残っているものの、Λ-CDMモデルが全く間違っていることを意味するものではない。しかし、宇宙の銀河の数を正確に再現するように理論のさらなる改良が求められている。

## 銀河の融合と楕円銀河の形成

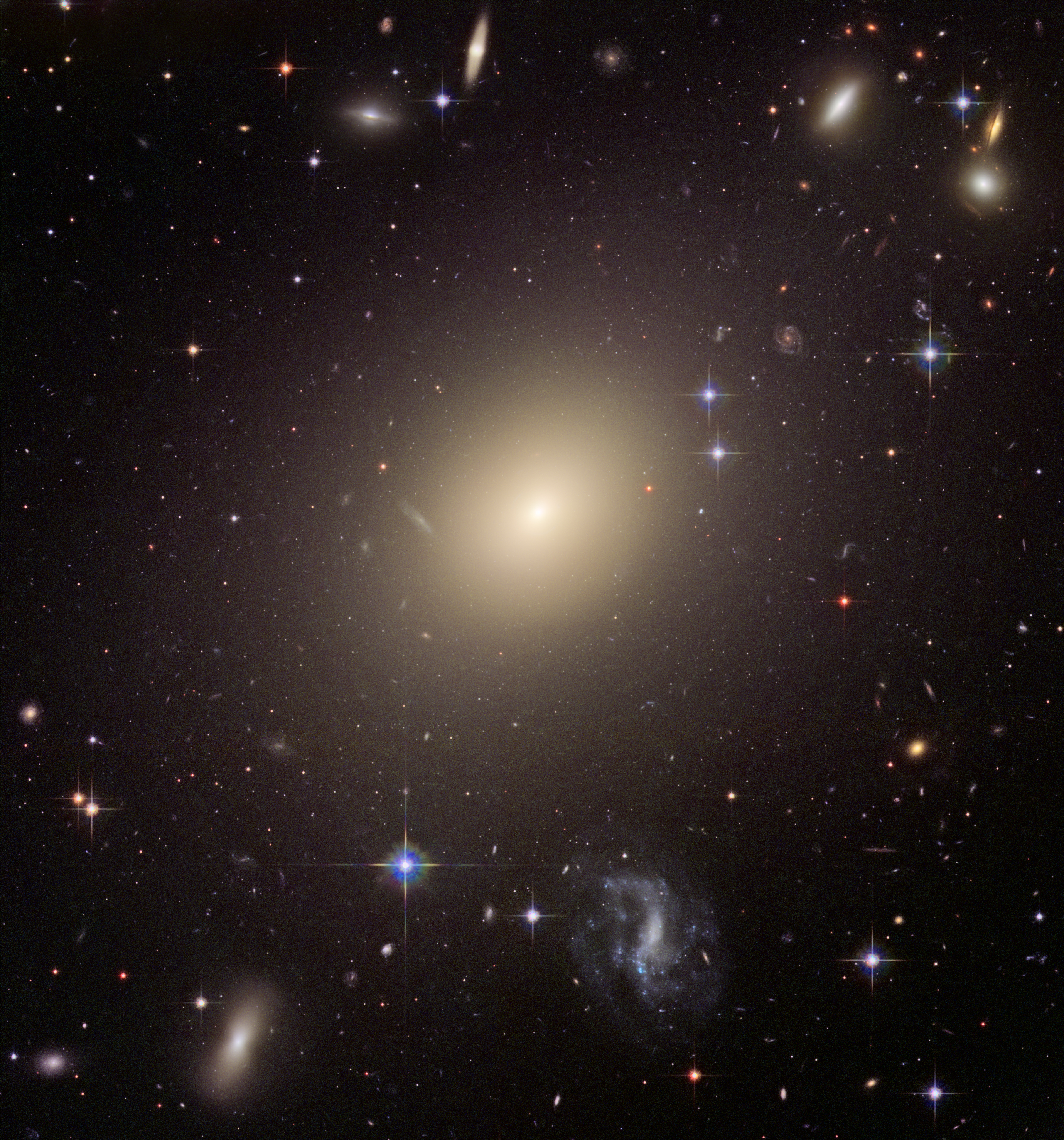
典型的な楕円銀河であるESO 325-G004

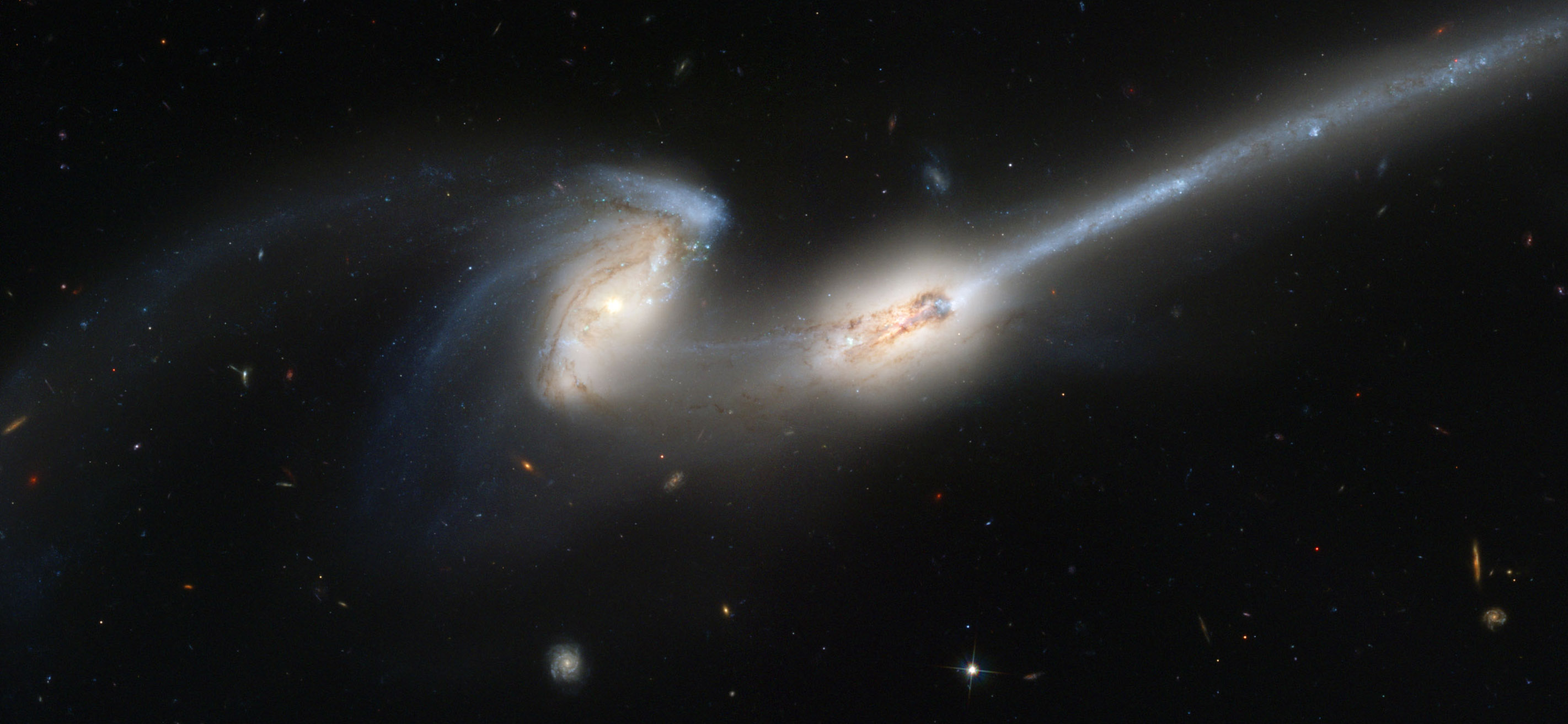
マウス銀河は、銀河の融合が進行しつつある例である。

最も質量の大きな銀河は楕円銀河である。銀河の中では、円盤銀河のように同じ方向に公転はせず、恒星はランダムな方向に向かって進んでいる。古い恒星から構成され、塵はほとんど含まれない。これまで観測された全ての楕円銀河は中心に超大質量ブラックホールを持ち、これらのブラックホールの質量は楕円銀河自体の質量と相関している。また、楕円銀河の遠端の恒星の速度を表すシグマと呼ばれる値とも相関している。楕円銀河は円盤は持たないが、円盤銀河の銀河バルジは楕円銀河のように見えることがある。銀河が多く集まった領域では、楕円銀河が多く見られる。
現在、楕円銀河は宇宙で最も進化した系であると考えられている。楕円銀河への進化の主要な原動力は、小さな銀河の融合であるという説は広く受け入れられている。これらの融合は非常に激しく、秒速500kmの速度で銀河同士が衝突することもしばしばある。
多くの銀河は、他の銀河と重力で結びついており、他の銀河の引力から逃れることはできない。銀河の大きさが同程度の時は、結果として生じた銀河はどちらとも似ていないものになる。同じくらいの大きさの銀河同士の衝突のイメージを描いたのが左図である。融合の間、両方の銀河の恒星や暗黒物質は、他方の銀河の影響を受ける。融合の最終段階に向けて、重力位置エネルギーや銀河の形が急速に変化し始め、恒星の軌道も大きく変化する。この過程は力学的緩和(violent relaxation)と呼ばれる。衝突中には秩序だった恒星の運動はランダムなエネルギーに代わり、結果として生じた銀河では恒星はランダムな方向に運動する。これが、楕円銀河で我々が見ている姿である。

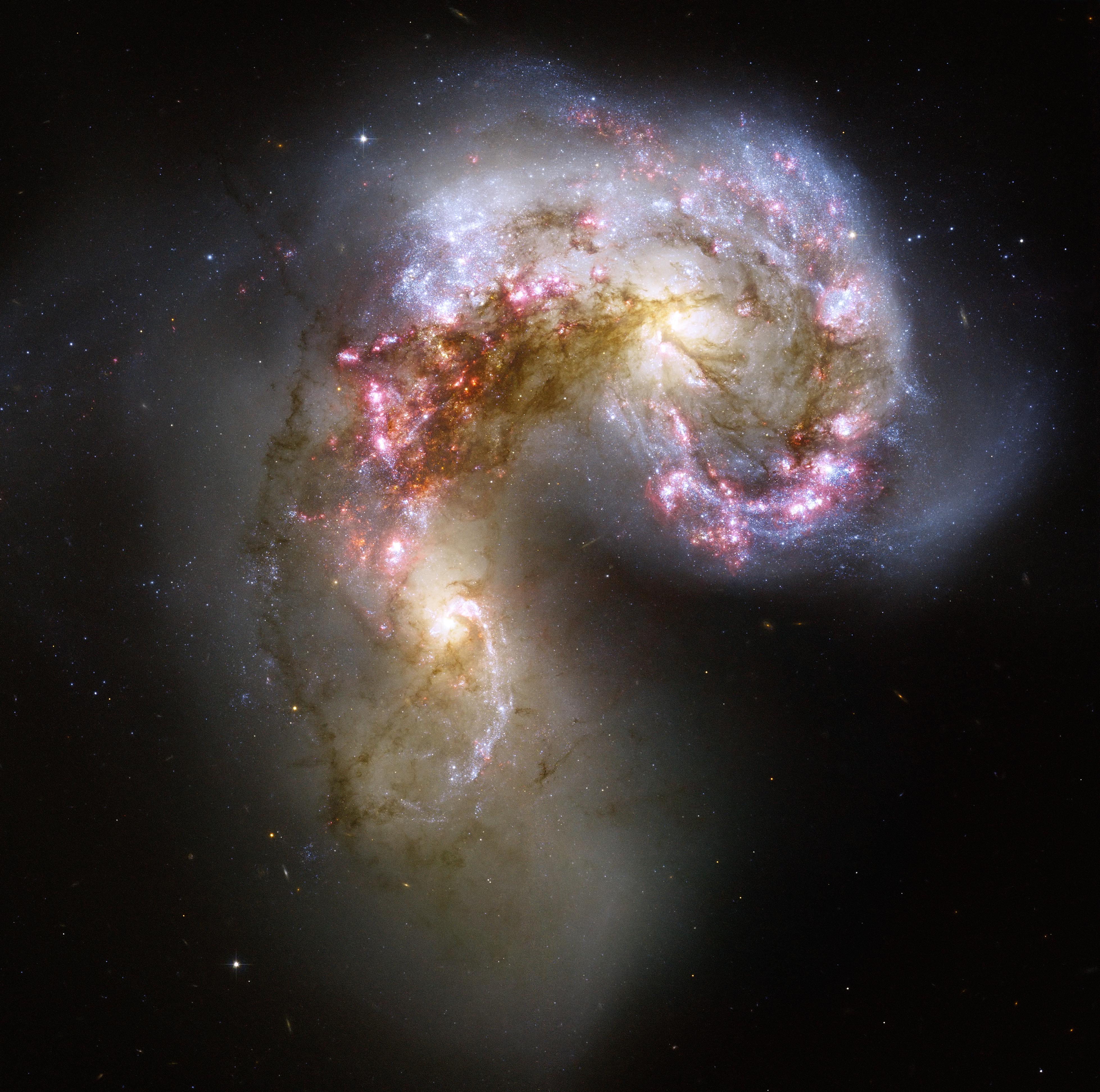
触角銀河（NGC4038/4039）は、1対の銀河の衝突の例である。銀河内の恒星の密度は希薄で星間距離も長いので、両方の銀河の恒星は衝突せずに通り過ぎる。しかし銀河内のガス雲は重力の影響を受けて局部に圧縮され星形成の契機となる。したがって衝突を免れた恒星も、若い星の重力や強い輻射を受けるなど影響は少なくない。明るい青い部分は、銀河の衝突によってできた若くて熱い恒星を示している。

融合した銀河は非常に多数の星形成の場にもなる。融合する銀河では、毎年太陽質量程度の数千個の新しい恒星が生まれており、これは銀河系で10個程度であるのと比べると非常に多い。銀河の融合で恒星同士が衝突することはほとんど無いが、巨大な分子雲は銀河の中心部に急速に落ち込み、他の分子雲と衝突する。これらの衝突によって、分子雲の密度が高まり、新しい恒星の誕生の場となる。この現象は近傍宇宙でも観測できるが、10億から100億年前に形成された今日見られる楕円銀河の形成過程においては、分子雲の量も多かったため、より盛んであった。また、銀河の中心部から離れた領域では、分子雲は相互に衝突し、この衝撃が新しい恒星の誕生の刺激となる。このような激しい過程の結果として、銀河が融合した後には新しい恒星の形成のための分子雲はほとんどなくなる。銀河が大きな衝突を起こし数十億年経過すると、銀河に若い恒星はほとんどなくなる。これが、今日我々が観測するような、若い恒星や分子雲をほとんど含まない楕円銀河の姿である。これは、楕円銀河が銀河の進化の最終的な姿であるためと考えられる。
局所銀河群では、銀河系とアンドロメダ銀河は重力的に結合し、現在急速に近づいている。この2つの銀河が衝突すると、重力の影響で大きく歪み、銀河系外空間にガスや塵、恒星をまき散らしながら、お互いを通り抜けると考えられている。2つの銀河は反対方向に飛び去り、やがて減速し、再び引かれあって再度衝突する。こうして最終的に両方の銀河は完全に融合し、ガスや塵が流れ出て新しい楕円銀河が形成されると考えられている。アンドロメダ銀河は実際に既に歪んでおり、端が巻いた形になっている。これは恐らく自身の伴銀河との相互作用によるものか、または近い過去に矮小楕円銀河と衝突したためであると考えられている。
今の時代にも、銀河団や超銀河団等の銀河の大規模構造は形成されつつある。
銀河系や他の銀河に対する理解はかなり進んできたが、銀河系の形成と進化に関する最も根源的な問いにはまだ暫定的な回答しか与えられていない。